# Nicky Byrne
Nicholas „Nicky“ Bernard James Adam Byrne (* 9. Oktober 1978 in Dublin) ist ein irischer Popsänger und Mitglied der Boygroup Westlife.

## Werdegang
Vor seiner Zeit bei Westlife spielte Byrne professionell Fußball. 1995 wurde er in die Jugendauswahl von Leeds United aufgenommen und gewann mit dem Verein 1997 den FA Youth Cup. Zuletzt stand er bei den Cobh Ramblers unter Vertrag und absolvierte dort elf Spiele in der zweiten irischen Fußball-Liga als Torwart. Byrne bestritt Spiele für Irland in der U15-, U17- und U18-Nationalmannschaft. 1998 wurde er Mitglied der Boygroup Westlife. Mit dieser erreichte er mehrere Nummer-eins-Hits in verschiedenen europäischen Ländern.
Am 13. Januar 2016 wurde von RTÉ nach einigen Gerüchten bezüglich seiner Teilnahme bekanntgegeben, dass Byrne tatsächlich Irland beim Eurovision Song Contest 2016 in Stockholm, Schweden mit dem Lied Sunlight vertreten wird. Es war die erste interne Auswahl eines ESC-Teilnehmers für RTÉ seit 2007. Er konnte sich allerdings nicht fürs Finale des Wettbewerbs qualifizieren. Bereits in den Jahren 2013, 2014 und 2015 verkündete er beim Eurovision Song Contest die Punkte für Irland.
Er steht seit dem 9. Februar 2016 beim Label Universal Music Ireland unter Vertrag.

## Privates
Byrnes Eltern sind Yvonne und Nikki Byrne (selbst auch Sänger). Er hat zwei Geschwister. Nicky Byrne ist seit dem 5. August 2003 mit Georgina Ahern, einer Tochter des ehemaligen irischen Premierministers Bertie Ahern und Schwester der Schriftstellerin Cecelia Ahern, verheiratet. Sie leben in Malahide, einem Vorort von Dublin, ganz in der Nähe von Georginas Elternhaus. Am 20. April 2007 wurden sie Eltern zweier Jungen und am 23. Oktober 2013 einer Tochter. 
Am 3. November 2009 starb Nickys Vater plötzlich und unerwartet an einem Herzinfarkt.